# Dancing In My Head
"Dancing in My Head" é uma canção do artista americano Eric Turner. Originalmente coescrita e produzida por seu parceiro de produção Eshraque "iSHi" Mughal, a faixa contou com o DJ sueco Avicii (que também usou seu pseudônimo Tom Hangs). As duas versões remixadas por Avicii são conhecidas como "Avicii's Been Cursed Mix" (versão club mix) e "Tom Hangs Remix" (versão editada para rádio). Ambos os remixes foram lançados como faixas digitais individuais. Um videoclipe foi criado para o remix de Tom Hangs (com a introdução utilizando uma parte do "Avicii's Been Cursed Mix"), e vídeos com a letra da música foram produzidos para ambas as versões. Todos os vídeos foram publicados no canal de Eric Turner no YouTube, incluindo um vídeo dos bastidores do clipe. A música alcançou a posição 36 no Reino Unido.

## Lista de faixas
Todas as músicas foram escritas e compostas por Eric Turner e Eshraque Mughal.
| CD single |                                                          |                    |         |  |
| N.º       | Título                                                   | Produtor adicional | Duração |  |
| 1.        | "Dancing In My Head (Tom Hangs Remix)"                   | Tim Bergling       | 3:17    |  |
| 2.        | "Dancing In My Head (Avicii's Been Cursed Mix)"          | Tim Bergling       | 5:32    |  |
| 3.        | "Dancing In My Head"                                     |                    | 3:52    |  |
| 4.        | "Dancing In My Head (Instrumental)"                      |                    | 3:50    |  |
| 5.        | "Still Dancing In My Head (Charlie Bernardo Radio Edit)" | Charlie Bernardo   | 3:21    |  |
| 6.        | "Still Dancing In My Head (Charlie Bernardo Remix)"      | Charlie Bernardo   | 4:16    |  |

| Remixes |                                                 |                    |         |  |
| N.º     | Título                                          | Produtor adicional | Duração |  |
| 1.      | "Dancing In My Head (Avicii's Been Cursed Mix)" | Tim Bergling       | 5:35    |  |
| 2.      | "Dancing In My Head (Charlie Bernardo Remix)"   | Charlie Bernardo   | 4:18    |  |
| 3.      | "Dancing In My Head (Michael Woods Club Mix)"   | Michael Woods      | 6:19    |  |

## Desempenho nas paradas musicais
| Paradas (2012)                         | Melhor Posição |
| -------------------------------------- | -------------- |
| Dance Club Songs                       | 7              |
| Dutch Top 40                           | 14             |
| Official Charts Company                | 37             |
| Hot Dance/Electronic Songs (Billboard) | 38             |